# Amalie Arena

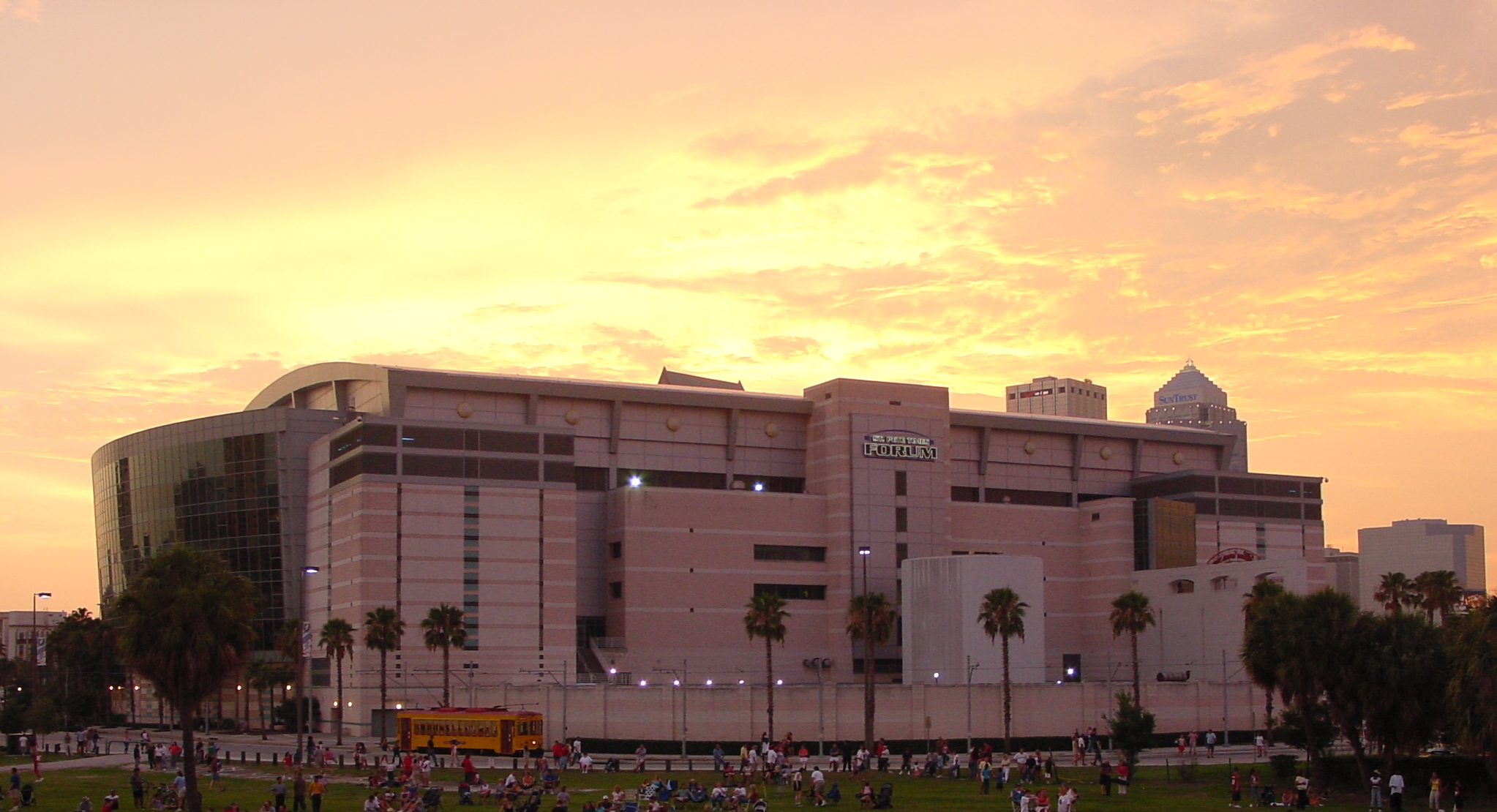
Amalie Arena

Amalie Arena znana też jako Ice Palace, St. Pete Times Forum, Tampa Bay Times Forum – hala sportowa znajdująca się w mieście Tampa w Stanach Zjednoczonych. 8 marca 2009 r. odbył się koncert Britney Spears w ramach trasy: The Circus Starring: Britney Spears. 13 marca 2006 roku zespół Nickelback wystąpił w ramach trasy "All the Right Reasons Tour".
Obecnie swoje mecze rozgrywają tutaj:
- Tampa Bay Lightning - NHL
- Tampa Bay Storm - AFL

Przed halą znajduje się pomnik hokeisty Phila Esposito.

## Informacje
- Adres: 401 Channelside Drive Tampa, Florida 33602
- Rozpoczęcie prac budowlanych: 1995 rok
- Otwarcie: 20 października 1996
- Koszt budowy: 139 milionów $
- Projekt: Ellerbe Becket
- Pojemność:
  - hala hokeja: 19 758 miejsc
  - hala koszykówki: 20 500 miejsc
  - hala koncertowa: 21 500 miejsc